# معركة منتانا
معركة منتانا (بالإنجليزية: Battle of Mentana)‏ وقعت في منتانا في 3 نوفمبر 1867 بين القوات الفرنسية والبابوية والمتطوعين الإيطاليين بقيادة جوزيبي غاريبالدي الذين كانوا يحاولون أخذ على روما ثم المركز الرئيسي لشبه الجزيرة لا يزال خارج من المملكة الموحدة حديثا من إيطاليا.

## خلفية
وكان فيكتور عمانويل الثاني من سافوي وعندما اجتمع البرلمان الإيطالي في تورينو، وأعلنه ملكا لإيطاليا يوم 17 مارس 1861، وأعلنت روما عاصمة إيطاليا يوم 27 مارس 1861. ومع ذلك، فإن الحكومة الإيطالية لم تتخذ روما مقرا لها لأن الإمبراطور نابليون الثالث حافظ على الحامية الفرنسية هناك لدعم البابا بيوس التاسع. أدى ذلك إلى خلق حالة من عدم الاستقرار السياسي التي أدت إلى الكثير من الصراعات، على الصعيدين الداخلي والخارجي. جوزيبي غاريبالدي في عام 1862، بطل التوحيد، ونظمت حملة من جزيرة صقلية، تحت شعار Roma o Morte (روما أو الموت) التي حاولت أن تتخذ روما. ومع ذلك، بعد عبور مضيق مسينة، وتم إيقاف الحملة في أسبرومونتي (المعروفة باسم حادثة أسبرومونتي في 1862) من قبل القوات الإيطالية. أصيب غاريبالدي وأسر ولكن أفرج عنه لاحقا. واضطر هذا العمل من الحكومة الإيطالية من قبل نابليون الثالث، الذي هدد بالتدخل العسكري إذا لم توقف غاريبالدي.
يوم 15 سبتمبر 1864، تم التوقيع على اتفاقية سبتمبر من قبل الحكومة الإيطالية ونابليون الثالث. ووافقت الحكومة الإيطالية لحماية الولايات البابوية ضد التهديدات الخارجية. وسيتم سحب الحامية الفرنسية من روما في غضون عامين، وخلال ذلك الوقت الجيش البابوية وإعادة تنظيم نفسها لتصبح قوة ذات مصداقية. هذا الاتفاق لا تحظى بشعبية أدت إلى أعمال شغب عديدة ومتجددة لمطالب للحكومة الإيطالية للاستيلاء على عاصمة لها، روما.

## حملة غاريبالدي
يوم 12 أغسطس 1866، في أعقاب الحرب الإيطالية الثالث الاستقلال، اكتسبت مانتوفا إيطاليا والبندقية. والآن فقط روما وجوارها في عداد المفقودين لاستكمال الوحدة الترابية للدولة. في ديسمبر من نفس العام، الكتائب الفرنسية الماضي شرعت من سيفيتافيتشيا إلى فرنسا.
يوم 9 سبتمبر 1867، في مؤتمر في جنيف، أعلن أن البابوية غاريبالدي «هو إنكار الله... عار والطاعون من إيطاليا». في ذلك الوقت، كانت شعبيته في ذروتها، منذ أن كان الجنرال الإيطالي الوحيد الذي حصل على نجاحات كبيرة خلال الحرب الأخيرة ضد النمسا. وقد ترك ذلك فهو حر في تنظيم جيش صغير من حوالي 10,000 متطوع. وكانت الخطة تقضي مسيرة ضد روما، في حين أن أعمال الشغب والخروج داخل المدينة.
ومع ذلك، سمح التحركات العلنية غاريبالدي الإمبراطور الفرنسي نابليون الثالث لارسال قوة الإغاثة في الوقت المناسب لروما. وبصرف النظر عن هذا الدعم الرسمي، وكان الجيش البابوية في الوقت تتألف في معظمها من متطوعين الفرنسية والأوروبية.

## غزو لاتسيو
غزت المتطوعين غاريبالدي لاتسيو في تشرين الأول 1867. قدم الوحدات الصغيرة، بقيادة جيوفاني كارولي إنريكو مع شقيقه ورفاقه 70 عاما) محاولة جريئة لاتخاذ روما. المجموعة شرعت في تيرني وطرح أسفل نهر التيبر. وكان وصولهم في روما لتتزامن مع انتفاضة داخل المدينة. يوم 22 أكتوبر 1867، التي استولى الثوار داخل روما السيطرة على تلة الكابيتول وساحة كولونا. ومع ذلك، عندما كارولي ومرافقيهم وصل قلوري فيلا، على المشارف الشمالية لروما، كان قد تم بالفعل انتفاضة قمعها. وخلال ليلة 22 أكتوبر 1867، كان محاطا من قبل مجموعة زوفيس البابوية، وكان مصابا بجروح خطيرة جيوفاني. وانريكو اصيب بجروح قاتلة ونزف حتى الموت في الأسلحة وجيوفاني.
في قمة قلوري فيلا، بالقرب من المكان الذي توفي انريكو، هناك عمود أبيض مخصص للاخوة كارولي ومرافقيهم 70. نحو 100 متر إلى اليسار من أعلى الأسبانية خطوات، هناك نصب تذكاري من البرونز لجيوفاني عقد انريكو يموتون في ذراعه. لوحة يسرد أسماء زملائهم. جيوفاني لم يتمكن من جروحه ومن الأحداث المأساوية في عام 1867. ووفقا لشهود العيان [10])، جيوفاني عندما توفي يوم 11 سبتمبر 1869 :
Negli ultimi momenti gli بارفيه فيدر غاريبالدي ه فيستا فيسي ترانسبورت اكوقليرو دي يخدع. Udii (cos? narra présente أميكو الأمم المتحدة) تشي التغير المفاجئ عطر disse : «L' يونيو داي فرانسيس بالنيابة بابلين فو ايل فاتوا تريبل!» بينسيف ل مينتانا. شيم? حدة تنفيذ المشروع انريكو التغير المفاجئ، سو fratello «perché لو aiutasse!» البوي disse : «أماه فينكريمو دي كيرتو؛ اندريم من روما!»
في اللحظات الأخيرة، لديه رؤية غاريبالدي وبدا لتحيته بحماس. سمعت (يقول ذلك الصديق الذي كان حاضرا) وسلم يقول ثلاث مرات: «إن اتحاد الفرنسي لأنصار البابوية السياسية هو حقيقة مروعة!» كان التفكير في منتانا. عدد المرات التي دعا أنريكو، وانه قد يساعده! ثم قال: «ولكن سوف نفوز بالتأكيد، ونحن سوف نذهب إلى روما!»
آخر مجموعة من المتمردين داخل روما، في الربع من عصر النهضة، واعتقل نحو دموي في 25 أكتوبر. وأعدم من المتمردين الاسرى الروماني في عام 1868.
وكان غاريبالدي مع نحو 8100 من الرجال، بلغ حي روما، تيفولي القائمة بالاحتلال، واكوبينتيد مورتنتيندو. توقف هنا انه مسيرته، والانتظار لتمرد الذي لم يحدث قط. أعقب ذلك معارك الصغرى، ولكن دون تحقيق نتائج ذات الصلة. ثلاثة أيام في وقت لاحق انه متقدمة على طريق نومينتن، من أجل تشجيع المتمردين على العمل، ولكنه عاد إلى مورتنديرو في اليوم التالي.